# Bouilloire
Ne doit pas être confondue avec une bouillotte.

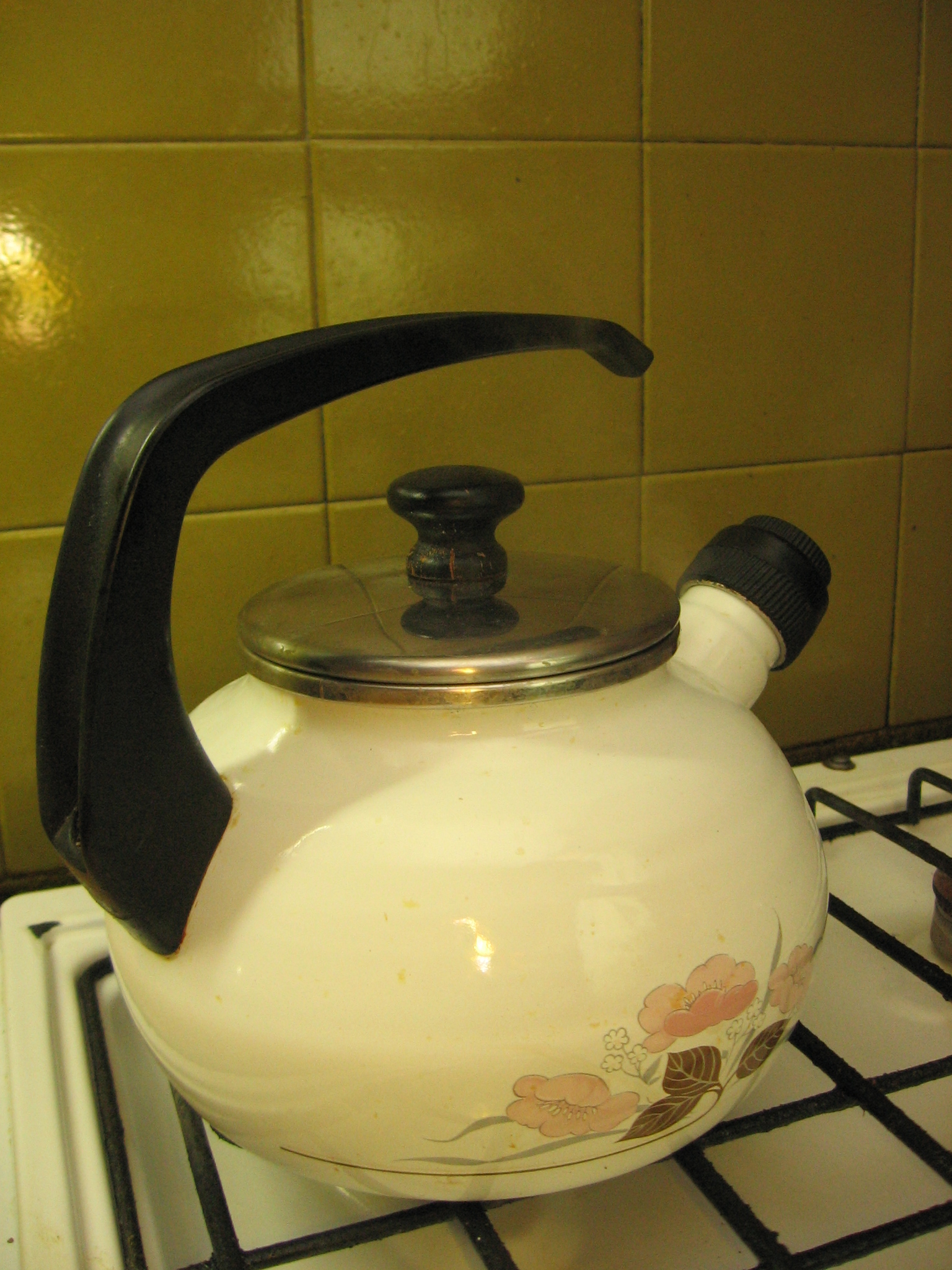
Une bouilloire traditionnelle.

La bouilloire (dont le nom est dérivé du verbe « bouillir ») est un ustensile de cuisine utilisé pour porter un liquide à ébullition. Elle est couramment utilisée pour la préparation du thé, du café ou des tisanes. Il existe deux principaux types de bouilloires : les bouilloires en métal que l'on chauffe de façon externe et les bouilloires électriques, disposant d'un chauffage intégré.

## Type de bouilloire

### Bouilloire traditionnelle
Les bouilloires traditionnelles sont des récipients métalliques, généralement pourvus d'une poignée en plastique. Elles sont destinées à être posées sur une gazinière ou une plaque électrique afin de réchauffer le liquide contenu. Elles sont munies d'un bec verseur. 
La bouilloire est généralement remplie par une ouverture sur le haut du récipient, ou bien directement par le bec verseur.

### Bouilloire à sifflet
Certaines bouilloires sont munies d'un bouchon-sifflet, généralement disposé au niveau du bec verseur, qui produit un son aigu en fonction de la vapeur produite, indiquant ainsi l'ébullition.
Lorsque l'eau ne bout pas, la chaleur transmise à l'eau liquide est principalement utilisée pour en élever la température, et très peu pour la transformer en vapeur. La vapeur passant dans le sifflet n'atteint pas le débit suffisant pour produire un son important. Lorsque l'eau bout, sa température reste fixe, (à 100 °C à la pression atmosphérique nominale), et la chaleur transférée à l'eau liquide est entièrement utilisée pour la transformer en vapeur : le débit de vapeur est alors soudainement suffisant pour rendre le sifflet audible.

### Bouilloire électrique

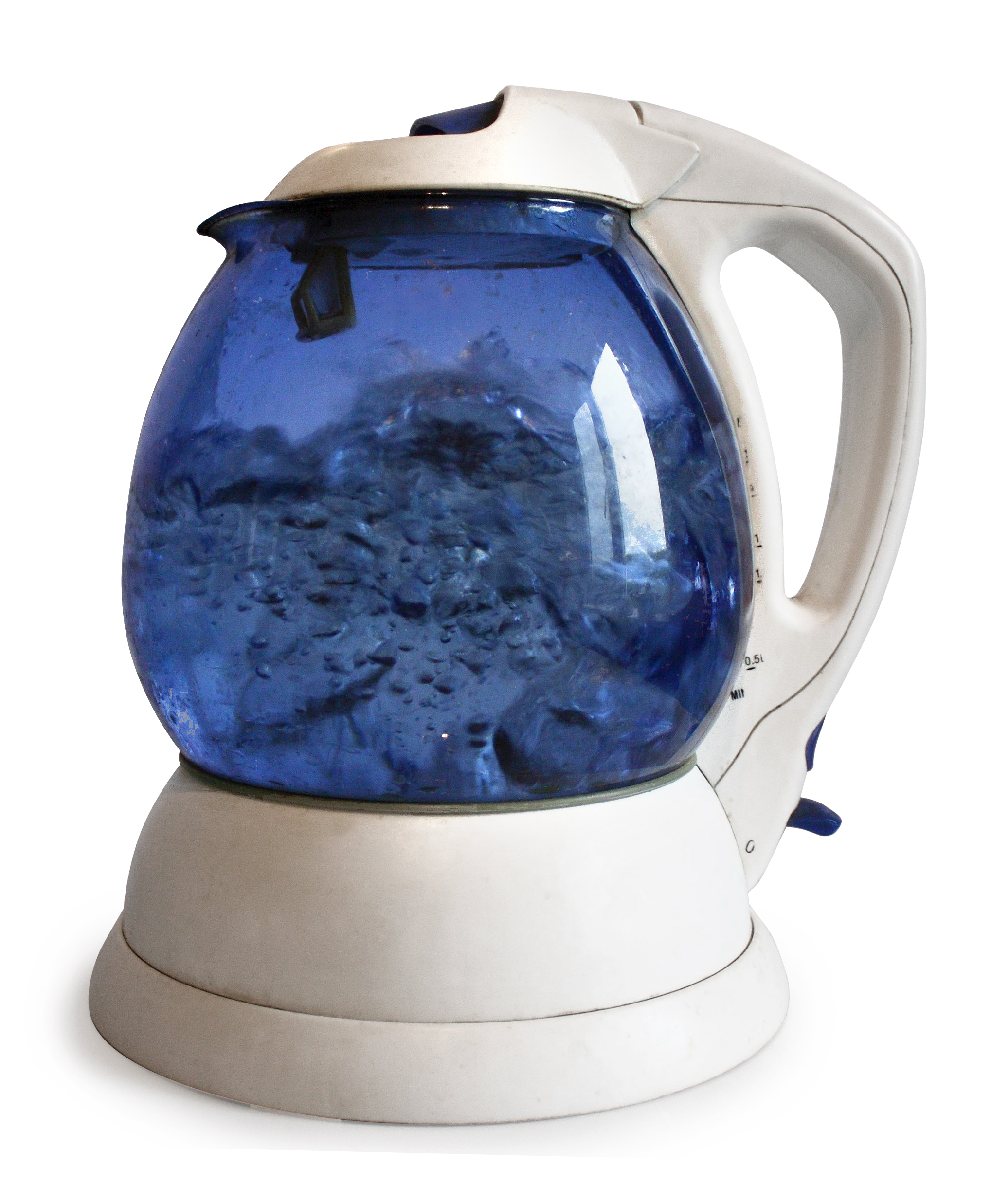
Bouilloire électrique moderne sans fil.

Les bouilloires électriques peuvent revêtir une forme et une matière similaires à celles des bouilloires traditionnelles ou être constituées de matière plastique. Elles sont généralement munies d'un dispositif d'arrêt automatique lorsque le point d'ébullition est atteint, ce qui permet de ne pas endommager le système électrique de l'appareil. Certains modèles plus anciens sont cependant munis d'un bouchon-sifflet similaire à ceux des modèles traditionnels. 
Les modèles les plus répandus sont les bouilloires sans fil : les bouilloires sont disposées sur un socle, relié à une prise électrique, pendant la phase de chauffe. Le récipient peut ensuite se détacher du socle et être utilisé comme un récipient ordinaire. 
Le fonctionnement de la bouilloire électrique repose sur l'effet Joule. Les bouilloires sont munies d'une résistance chauffante, généralement immergée, qui se présente sous la forme d'un tube en anneau. Le courant, lorsqu'il passe dans la résistance, provoque une augmentation de l'énergie thermique de l'anneau : l'eau se trouve réchauffée par transfert thermique.
Certains modèles récents disposent d'une résistance située sous une plaque en acier inoxydable, ce qui permet d'éviter l'accumulation du tartre sur la résistance et permet de réchauffer de petites quantités de liquide.
Le dispositif d'arrêt automatique est un thermostat électromécanique ou, le plus souvent pour les plus récents, électronique. L’électromécanique est souvent basé sur le principe du bilame : l'utilisateur le déforme en pressant le bouton de démarrage : le circuit est alors fermé et la phase de chauffe commence. Dès le début de l'ébullition, la température de la vapeur atteignant le bilame provoque le retour de celui-ci à sa forme initiale. Le circuit de chauffe est alors de nouveau ouvert et la bouilloire arrêtée. Le bilame peut être remplacé par un système avec sonde capillaire.

#### Avantages
Les bouilloires ont généralement un meilleur ratio consommation / rapidité que n'importe quel autre appareil de chauffage de l'eau,.
Elles chauffent l'eau avec une efficacité de 80 % contre 67 % pour le micro-onde et à peine 30 % pour un brûleur à gaz, elle est donc plus économe en énergie et plus écologique à la condition que la quantité adéquate d'eau soit chauffée. En moyenne, c'est 50 % d'eau en trop qui est chauffée dans la bouilloire, et donc autant d'énergie gâchée.

## Histoire et terminologie
Au Québec, le terme désigne parfois une chaudière à vapeur. Les bouilloires y sont parfois désignées par les mots « bombe » ou « canard ». Historiquement, la bouilloire est aussi appelée « bouillotte », bien qu'aujourd'hui ce terme soit principalement utilisé pour les réservoirs d'eau chaude servant à se réchauffer.
L'ancrêtre de la bouilloire, le coquemar, remonte au XIIe siècle.